# Софіївка (Любимівська селищна громада)
Софі́ївка — село в Україні, в Каховському районі Херсонської області. Населення становить 655 осіб.
Село постраждало внаслідок геноциду українського народу, проведеного урядом СРСР 1932—1933 та 1946—1947.

## Історія
Станом на 1886 рік у селі Каховської волості Дніпровського повіту Таврійської губернії мешкало 281 особа, налічувалось 53 двори, існувала православна церква.
24 лютого 2022 року село тимчасово окуповане російськими військами під час російсько-української війни.

## Населення

### Мова
Розподіл населення за рідною мовою за даними перепису 2001 року:
| Мова       | Кількість | Відсоток |
| ---------- | --------- | -------- |
| українська | 590       | 94.70%   |
| російська  | 30        | 4.82%    |
| вірменська | 2         | 0.32%    |
| білоруська | 1         | 0.16%    |
| Усього     | 623       | 100%     |

## Особистості
В селі народилися
- Горобець Тарас Павлович (1901-1960) — генерал-майор, Герой Радянського Союзу.
- Павлишин Катерина Олександрівна (з роду Оленіч), канд.юридичних наук, викладач ЛНУ ім. Ів. Франка.